# Weiße Fledermaus
Die Weiße Fledermaus (Ectophylla alba) (auch Gelbohrfledermaus oder Honduras-Zwergfledermaus) ist eine Fledermausart aus der Unterfamilie der Fruchtvampire (Stenodermatinae) innerhalb der Familie der Blattnasen (Phyllostomidae).

## Beschreibung
Wie sowohl der deutsche Name, als auch das lateinische Artepitheton alba (weiß) bereits andeuten, sind die Fledermäuse weiß behaart, eine Besonderheit, die sich sonst nur bei den Amerikanischen Gespenstfledermäusen findet. Ohren, Nase, Gesicht und Teile von Beinen und Flügeln sind hingegen gelb. Wie andere Fruchtvampire verfügen sie über ein Nasenblatt. Weiße Fledermäuse sind verhältnismäßig klein und erreichen eine Kopf-Rumpf-Länge von 3,7 bis 4,7 cm. Das Durchschnittsgewicht beträgt 7,5 Gramm.

## Lebensweise

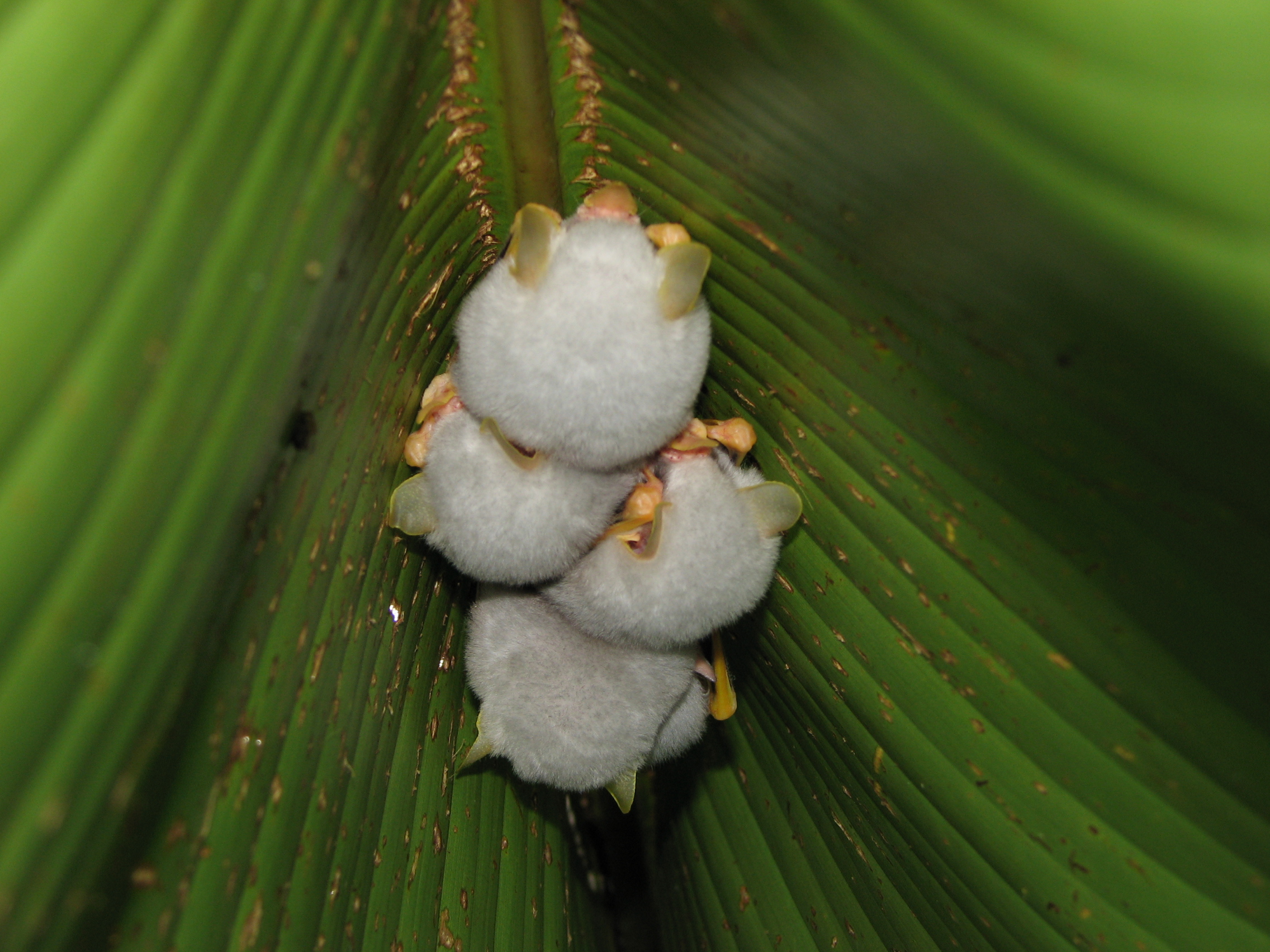
Weiße Fledermaus tagsüber beim Schlafen

Wie die meisten Fledermäuse sind die Weißen Fledermäuse nachtaktiv. Zum Schlafen suchen sie sich Blätter von Helikonien (Heliconia), deren  Seitenadern die Tiere entlang der Mittelrippe durchtrennen, so dass sich das Blatt auf beiden Seiten zeltförmig nach unten faltet. In diesem Versteck, geschützt vor den Blicken von Räubern, verbringen die Fledermäuse den Tag einzeln oder in Gruppen von bis zu sechs Individuen. In der Nacht begeben sie sich auf die Suche nach Nahrung, die ausschließlich aus Früchten besteht.

## Verbreitung und Lebensraum
Die Verbreitung der Weißen Fledermaus reicht von Honduras in Mittel- bis Kolumbien in Südamerika. Sie bewohnt Regenwälder, die über einen Helikonienbestand verfügen.